# Ronald Goldman
Ronald Goldman dit Ron Goldman, né le 2 juillet 1968 à Chicago (Illinois) et mort assassiné le 12 juin 1994 à Los Angeles (Californie), est un serveur de restaurant américain, et un ami de Nicole Brown Simpson.
Nicole Brown et lui sont tous deux victimes d'un meurtre au domicile de celle-ci, au 875 South Bundy Drive dans le quartier de Brentwood à Los Angeles. Ce double crime devient l'affaire O. J. Simpson. O. J. Simpson, ex-mari de Nicole, est acquitté de ces assassinats lors du procès pénal, mais il est condamné par la suite dans le procès civil dont la famille de Ron Goldman est à l'origine.

## Biographie

### Jeunesse
Ronald Lyle Goldman naît le 2 juillet 1968. Il grandit près de Buffalo Grove dans l'Illinois. Ses parents divorcent en 1974 et Ron, après avoir été brièvement gardé par sa mère  Sharon Fohrman Rufo, est élevé par son père, Frederic Goldman. Il a une sœur cadette nommée Kimberly Erin Goldman, née le 26 décembre 1971. Après avoir étudié au lycée de Stevenson, il entre à l'université d'État de l'Illinois pour un semestre, avant de suivre sa famille dans le sud de la Californie,. 

### Intégration à Los Angeles
En 1987, Ronald Goldman part habiter à Los Angeles. Il devient un surfer régulier, un joueur de volley-ball et un danseur de boîte de nuit. Il porte des jeans, a un corps de mannequin qu'il entretient avec des séances de musculation et des rencontres de tennis. Il travaille comme serveur dans le restaurant Cheesecake Factory lorsqu'on lui demande de poser pour une publicité. Il se lance alors dans le mannequinat. 
À Los Angeles, Goldman rencontre Nicole Brown, divorcée de l'ancien joueur de football américain O. J. Simpson, avec qui il noue un lien d’amitié. Ils font du sport ensemble, vont dans des clubs de danse, boivent des cafés ou encore dînent ensemble. 

### Meurtre
Le 12 juin 1994, Ron Goldman est serveur au restaurant Mezzaluna Trattoria. Il appelle Juditha Brown, la mère de Nicole Brown Simpson, pour lui indiquer qu'elle a oublié ses lunettes de vue, retrouvées dans un caniveau. Bien qu'il n'ait pas été leur serveur, il accepte de les apporter au domicile de Nicole à la fin de son service. Entre-temps, il s'arrête à son appartement pour se préparer à sortir.
Goldman est assassiné dans l'allée du domicile de Nicole Brown, au 875 South Bundy Drive, poignardé tout comme son amie Nicole.